# Корпуста
Корпуста́ (рос. Корпуста, башк. Кәрпәсте) — присілок у складі Бєлорєцького району Башкортостану, Росія. Входить до складу Інзерської сільської ради.
Населення — 11 осіб (2010; 13 в 2002).
Національний склад:
- башкири — 62%